# بوکا راتون (فلوریدا)
بوکا راتون (به انگلیسی: Boca Raton) شهری در شهرستان پام بیچ ایالت فلوریدا است که در سال ۱۹۲۵ بنیان‌گذاری شده‌است. این شهر طبق سرشماری سال ۲۰۱۰ میلادی، ۸۴٬۳۹۲ نفر جمعیت داشته و مساحت آن نیز ۷۵٫۴ کیلومتر مربع است.